# Liste der Biografien/Ziv
Liste der Biografien |
Portal Biografien |
Personensuche
# |
A |
B |
C |
D |
E |
F |
G |
H |
I |
J |
K |
L |
M |
N |
O |
P |
Q |
R |
S |
T |
U |
V |
W |
X |
Y |
Z |
?
 
Za |
Zb |
Zc |
Zd |
Ze |
Zf |
Zg |
Zh |
Zi |
Zj |
Zk |
Zl |
Zm |
Zn |
Zo |
Zr |
Zs |
Zu |
Zv |
Zw |
Zy |
Zz
 
Zia |
Zib |
Zic |
Zid |
Zie |
Zif |
Zig |
Zih |
Zij |
Zik |
Zil |
Zim |
Zin |
Zio |
Zip |
Zir |
Zis |
Zit |
Ziu |
Ziv |
Ziw |
Zix |
Ziy |
Ziz
Die Liste der Biografien führt alle Personen auf, die in der deutschsprachigen Wikipedia einen Artikel haben. Dieses ist eine Teilliste mit 50 Einträgen von Personen, deren Namen mit den Buchstaben „Ziv“ beginnt.

## Ziv
- Ziv, Imri (* 1991), israelischer Sänger
- Ziv, Jacob (1931–2023), israelischer Wissenschaftler
- Ziv, Miriam, israelische Diplomatin

### Ziva
- Zıvalıoğlu, Hamdi (* 1965), türkischer Fußballspieler und -trainer
- Živaljević, Miodrag (* 1951), jugoslawischer Fußballspieler
- Zivanovic, Dejan (* 1999), österreichischer Fußballspieler
- Zivanovic, Sasa (* 1980), deutscher Basketballspieler

### Zive
- Živec, Saša (* 1991), slowenischer Fußballspieler
- Zivec-Skulj, Maja (* 1973), deutsche Tennisspielerin
- Zivelli, Joseph Ernest († 1983), US-amerikanischer Geiger, Komponist und Dirigent

### Zivi
- Zivi, Hermann (* 1867), deutscher Chasan und Komponist
- Zivic, Fritzie (1913–1984), US-amerikanischer Boxer
- Živic, Milan (* 1981), slowenischer Skispringer
- Zivic, Tomislav (* 1979), kroatischer Fußballspieler
- Zivier, Ezechiel (1868–1925), polnisch-deutscher Historiker, Archivdirektor und Publizist
- Zivier, Georg (1897–1974), deutscher Schriftsteller, Theaterkritiker und Journalist

### Zivk
- Zivkov, Anna-Maria (* 1999), Pop-Schlagersängerin
- Zivkov, Petar (* 1995), österreichischer Fußballspieler
- Živković, Aleksandar (* 1977), serbischer Fußballspieler
- Živković, Andrija (* 1996), serbischer FußballspielerAndrija Živković (* 1996)

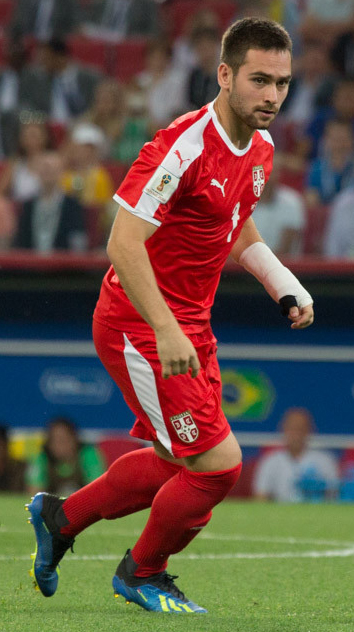
Andrija Živković (* 1996)

- Živković, Boris (* 1975), kroatischer Fußballspieler
- Zivkovic, Boris (* 1992), österreichischer Handballspieler
- Živković, Bratislav (* 1970), serbischer Fußballspieler
- Živković, Danijel (* 1987), montenegrinische Politiker und Jurist
- Zivkovic, Denis (* 1987), US-amerikanischer Tennisspieler
- Živković, Dušan (* 1986), österreichischer Fußballspieler
- Živković, Grgo (* 1993), kroatischer Fußballspieler
- Živković, Jovan (* 2006), österreichischer Fußballspieler
- Živković, Katarina (* 1989), serbische Pop-Folk-Sängerin
- Živković, Marina, serbische Fußballschiedsrichterin
- Živković, Marina (* 2001), serbische Leichtathletin
- Živković, Miodrag (1928–2020), serbischer Bildhauer
- Zivkovic, Nadja (* 1978), deutsche Kommunalpolitikerin (CDU), Bezirksbürgermeisterin von Berlin-Marzahn-Hellersdorf
- Živković, Nebojša Jovan (* 1962), deutsch-serbischer Perkussionist und Komponist
- Živković, Petar (1879–1947), jugoslawischer Offizier und Politiker
- Živković, Richairo (* 1996), niederländischer Fußballspieler
- Živković, Tihomir (* 1985), kroatischer Fußballspieler
- Živković, Vladan (1941–2022), serbischer Schauspieler in Film und Fernsehen
- Živković, Živko (* 1989), serbischer Fußballtorhüter
- Živković, Zoran (* 1945), jugoslawischer Handballspieler und -trainer
- Živković, Zoran (* 1960), serbischer Politiker; Ministerpräsident (2003–2004)
- Živković, Zvonko (* 1959), serbisch-jugoslawischer Fußballspieler

### Zivn
- Živný, Martin (* 1981), tschechischer Fußballspieler
- Živný, Vojtěch (1756–1842), böhmischer Komponist

### Zivo
- Živojinović, Bata (1933–2016), serbischer Schauspieler und Kabarettist
- Živojinović, Slobodan (* 1963), jugoslawischer TennisspielerSlobodan Živojinović (* 1963)

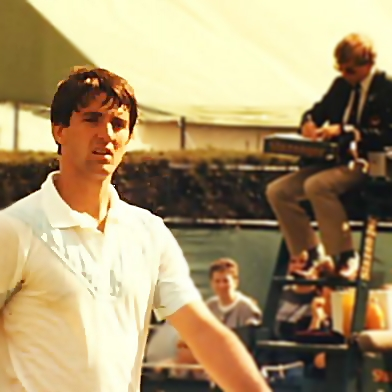
Slobodan Živojinović (* 1963)

- Zivotic, Nikola (* 1996), österreichischer Fußballspieler

### Zivr
- Zívr, Ladislav (1909–1980), tschechischer Bildhauer

### Zivu
- Živulović, Saša (1972–2023), griechischer Handballspieler und -trainer

### Zivy
- Zivy, Andreas (* 1955), Schweizer Unternehmer, Verwaltungsratspräsident